# Сречинский, Юрий Сергеевич
Юрий Сергеевич Сречинский (1909—1976) — журналист и военный историк.

## Биография
Родился 6 января 1909 года в Харбине, Китай.
Его отец сражался против большевиков в рядах ВСЮР и в январе 1920 года с матерью был эвакуирован из Новороссийска в Египет.
Поступил в отряд русских скаутов и оставался в Египте до ликвидации лагерей для беженцев. Узнав о гибели отца, уехал с матерью во Францию, где получил образование и устроился на работу.
В конце 1920-х годов вступил в «Братство Русской Правды» (БРП) — организацию, продолжавшую борьбу с большевизмом при помощи партизанских операций в западных областях СССР. После того, как в сентябре 1932 года выяснилось, что один из руководителей БРП (А. Кольберг) оказался советским агентом, эта организация во Франции самоликвидировалась.
Для продолжения борьбы Сречинский вступил в НТСНП (Национально-трудовой союз нового поколения), позже — Национально-трудовой союз, затем — Народно-трудовой союз (НТС). В 1939 году был призван во французскую армию, прошёл ускоренную подготовку и произведён в офицеры. В 1940 году пережил поражение французской армии, но плена избежал.
Поступив шофером на работу в строительную организацию, попал в оккупированный немцами Киев. Несмотря на то, что убедился в безумии политики Гитлера и неизбежности поражения Германии, поступил на службу во власовскую армию (РОА). Попав в плен к американцам, избежал выдачи в СССР. Освободившись из плена, жил в Мюнхене, где стал наборщиком и позже владельцем небольшой типографии. Познакомился и близко сошелся с С. П. Мельгуновым, политические взгляды которого были близки Сречинскому.
Затем эмигрировал с женой и сыном в США. Будучи знакомым по Парижу с Андреем Седых, который заведовал административной частью ежедневной газеты «Новое русское слово» (Нью-Йорк), получил работу наборщика на линотипе. Сразу после приезда начал выступать на страницах газеты с публикациями по истории России, вёл споры с украинскими и белорусскими сепаратистами, сторонниками расчленения исторической России. Когда в 1973 году А. Седых (после смерти М. Вейнбаума) стал редактором газеты, он предложил Сречинскому быть его помощником. На этой работе Юрий Сергеевич оставался до своей кончины.
Жил в Астории, предместье Нью-Йорка. Умер 23 февраля 1976 года.
Был похоронен на кладбище Новодивеевского монастыря близ местечка Нануэт (штат Нью-Йорк). У него остались вдова и сын.